# Gewone kortnek
De gewone kortnek, oeverloper of oeverloopkever (Nebria brevicollis) is een kever die behoort tot de familie loopkevers (Carabidae). De soort moet niet verward worden met de oeverloopkevers uit het geslacht Elaphrus. De wetenschappelijke naam van de soort werd in 1792 gepubliceerd door Johann Christian Fabricius.

## Beschrijving
Deze middelgrote loopkever kan 10 tot 14 millimeter lang worden en heeft een zwarte kleur met een iets metaalachtige glans. Vooral bij zonnig weer is deze goed te zien. De slanke poten en tasters zijn meer bruin tot donkerrood van kleur, de dekschilden hebben lengtegroeven die bestaan uit rijen kleine putjes. Het halsschild is iets gewelfd, heeft opvallend ronde zijkanten en is naar achteren licht versmald, waardoor de voor Nebria kenmerkende hartvorm ontstaat (zie de foto hiernaast).

## Verspreiding
De gewone kortnek komt in Europa en Klein-Azië voor.

## Habitat
Hij leeft in vochtige begroeide omgevingen. Het is een van de algemeenste soorten loopkevers die niet alleen in vochtige heiden en bossen leeft, maar ook vaak in parken en tuinen wordt aangetroffen. In wat drogere omgevingen wordt de kever verdrongen door een verwante soort: Nebria salina. 

## Levenswijze
De gewone kortnek komt in het voorjaar uit de pop, in tegenstelling tot veel andere loopkevers, die wel in het voorjaar tevoorschijn komen, maar al in de herfst van het vorige jaar uit de pop zijn gekropen en als kever overwinterd hebben.
Zowel de kever als de larve verschuilt zich onder stenen of houtblokken en jaagt op insecten, wormen en andere ongewervelden. Als de prooi gegrepen is, braakt de kever maagsappen op, waardoor de prooi deels verteert. De half-verteerde prooi wordt vervolgens opgegeten.